# Vaurien
Pour les articles homonymes, voir Vaurien (homonymie).
Le Vaurien est une classe de dériveur monocoque léger monotype de série internationale depuis 1957, dessinée en 1951 par Jean-Jacques Herbulot pour l'école de voile des Glénans. Bon marché et robuste, le Vaurien est un type de voiliers légers très répandus en France.

## Histoire du Vaurien

### Conception
En 1950, le comité de coordination des écoles de voile émet son besoin de voir arriver sur ses plans d'eau un bateau d'initiation à la voile qui soit bon marché et robuste. C'est en 1951 que Jean-Jacques Herbulot, architecte, navigateur et champion, très porté par la démocratisation de la voile, dessine et construit avec Philippe Viannay pour sa célèbre école de voile des Glénans, un dériveur monotype baptisé « Vaurien » (en souvenir d'un chien de Philippe Viannay) pour remplacer l'Argonaute (autre création Herbulot datant des années 1940 et peu pratique car doté d'une quille fixe).
Doté d'un accastillage minimaliste, il est conçu pour être réalisé dans une seule feuille de contreplaqué marine de 4,10 m, avec le minimum de chutes.
À sa sortie, il est cinq fois moins cher que les dériveurs équivalents et crée un « choc culturel » dans le milieu des yacht clubs traditionalistes avec l'arrivée en masse de pratiquants issus de classes moins fortunées.

### Prototypes
Le premier prototype du Vaurien (N°001), qui devait s'appeler originellement "l'Embroche" fut construit par Maurice Mayne, et Jean-Pierre Augendre durant l'hiver 1951-1952 dans l'appartement de Philippe Viannay à Paris transformé pour l'occasion en chantier naval. Il fut ensuite testé durant l'été 1952 à l'école de voile des Glénans.
Un second prototype (N°01) fut construit à la demande du journal Les Cahiers du yachting par le chantier nantais de Baptiste Aubin pour être présenté au Salon nautique des berges de Seine en octobre 1952. Ce prototype fut ensuite présenté par Herbulot et essayé au Cercle de la Voile de Paris à Meulan durant l'hiver qui suivait où son accueil fut très enthousiaste.

### Lancement en série
L'engouement fut tel en France pour ce bateau que l'école de voile des Glénans décida et prit surtout le risque de faire construire, début 1953, une centaine de Vaurien par le Chantier Louis Costantini à La Trinité-sur-Mer. Ces Vaurien furent tous immédiatement vendus au printemps 1953, ce qui conduisit l'école de voile des Glénans à lancer la fabrication d'une centaine de bateaux supplémentaires chez le même constructeur.
Alors qu'il y avait déjà 200 Vaurien sur l'eau, l'été 1953 vit la création de l'AS Vaurien pour la surveillance de la classe à l'initiative de deux des premiers propriétaires, Roland Garros (neveu de l’aviateur) et Jacques Derkenne (journaliste créateur avec Pierre Lavat du magazine Bateaux en 1958).
Cette association de classe ainsi que le lancement en série d'un bateau constituaient une double première en France à une époque où ceux-ci se construisaient principalement à l'unité sur commande du propriétaire.
200 autres Vaurien furent ensuite construits durant l'hiver 1953-1954 et plus de 500 autres exemplaires jusqu'en 1955.
Des flottilles entières de Vaurien sont achetées par le Touring Club de France, des Comités d'entreprise, des clubs sont créés de toutes pièces sur d'anciennes sablières nées avec le boom immobilier (environs de Paris, de Lyon, de Rouen notamment) et contribuent à un développement important de la voile populaire qui restera sans précédent jusqu'au phénomène de la planche à voile des années 1980.
Fait significatif, il est vendu dans la grande distribution de l'époque, en dehors du réseau traditionnel des shipchandlers, notamment par des magasins comme le Bazar de l'Hôtel de Ville à  Paris.
D'un coût de fabrication très faible (le double du prix d'une bicyclette à l'époque), ce bateau construit à plus de 36 000 exemplaires a contribué à la formation de nombreux navigateurs, comme Pierre Fehlmann (champion du monde en 1962), Philippe Poupon, Isabelle Autissier et Jean Le Cam,.

### Modifications (années 60)
Les tentatives dès 1965 de passer du bois au plastique, qui nécessite moins d'entretien, sont au début assez laborieuses, la reproduction des formes du bateau à l'identique (fond plat, bouchains vifs, structure en creux, etc.) n'étant pas adaptée et peu logique du point de vue industriel et nautique. Les réalisations suivantes en fibres voient l'apparition des caissons latéraux qui permettent un moulage et une construction plus facile. Les caissons latéraux remplacent alors les flottaisons en mousse ou gonflables peu pratiques, et permettent au Vaurien de devenir un dériveur redressable, grâce à un volume de flottabilité supérieur, comme le souligne la presse nautique de l'époque.

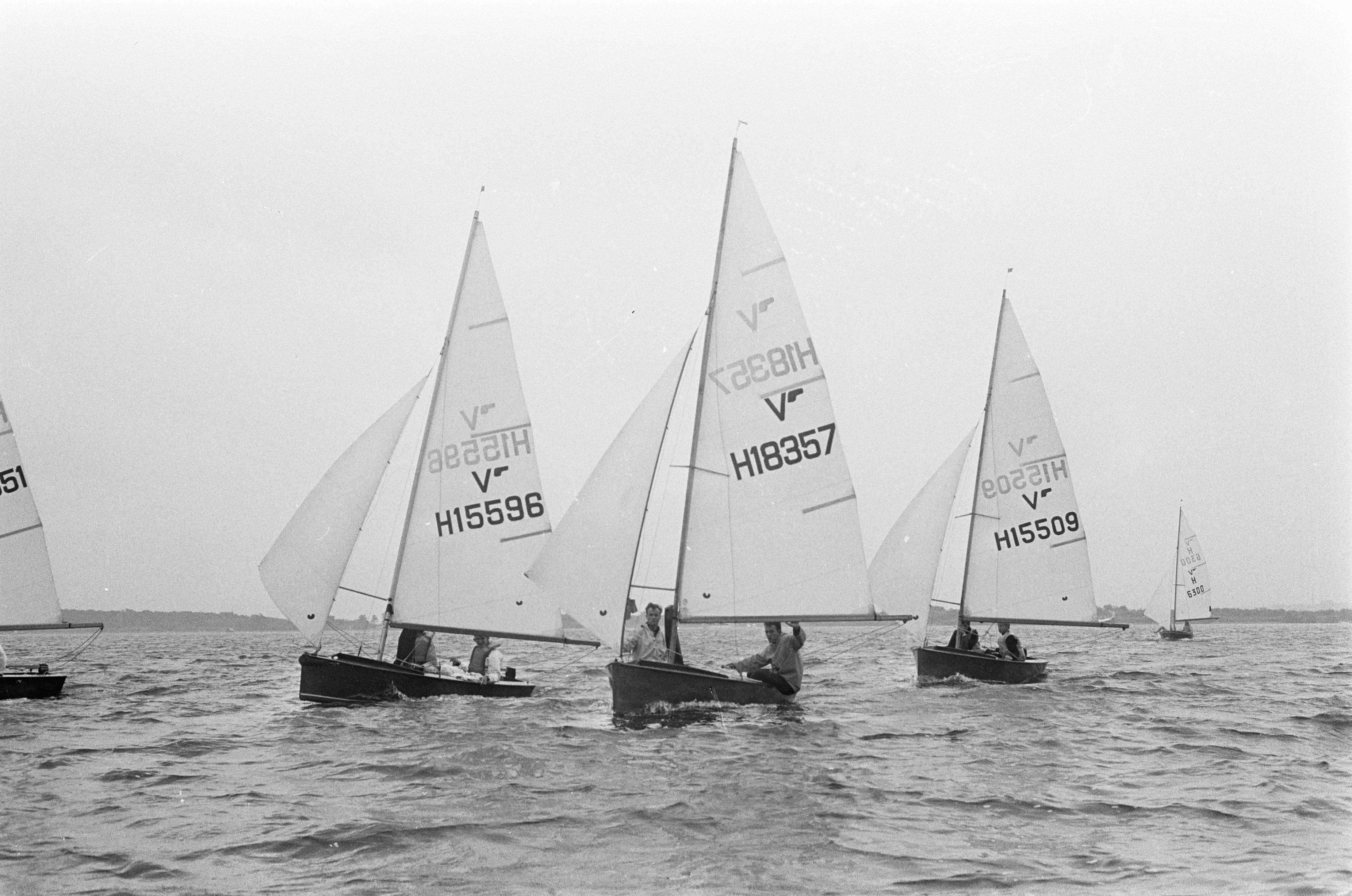
Régate de Vauriens en 1967.

### Concurrence
Son concurrent le plus direct fut le Mousse, créé de façon similaire en contreplaqué marine par l'architecte Eugène Cornu à la demande du Yacht Club de l'Île-de-France en 1953 et dont 3 500 exemplaires furent construits jusqu'en 1966.
Concurrencé ensuite principalement par le 420, puis le 470, le ZEF dès 1962 en écoles de voile et dans une certaine mesure par la vague naissante de la planche à voile, qui remit la France sur l'eau, le Vaurien décline sérieusement en France à partir des années 1980.
Face au 420 en fibre dès 1958, le Vaurien avait pour défauts d'être sous-toilé, doté d'une dérive sabre, de ne pas être équipé de trapèze et surtout de ne pas représenter la modernité de la voile de compétition face à ce nouveau dériveur performant.

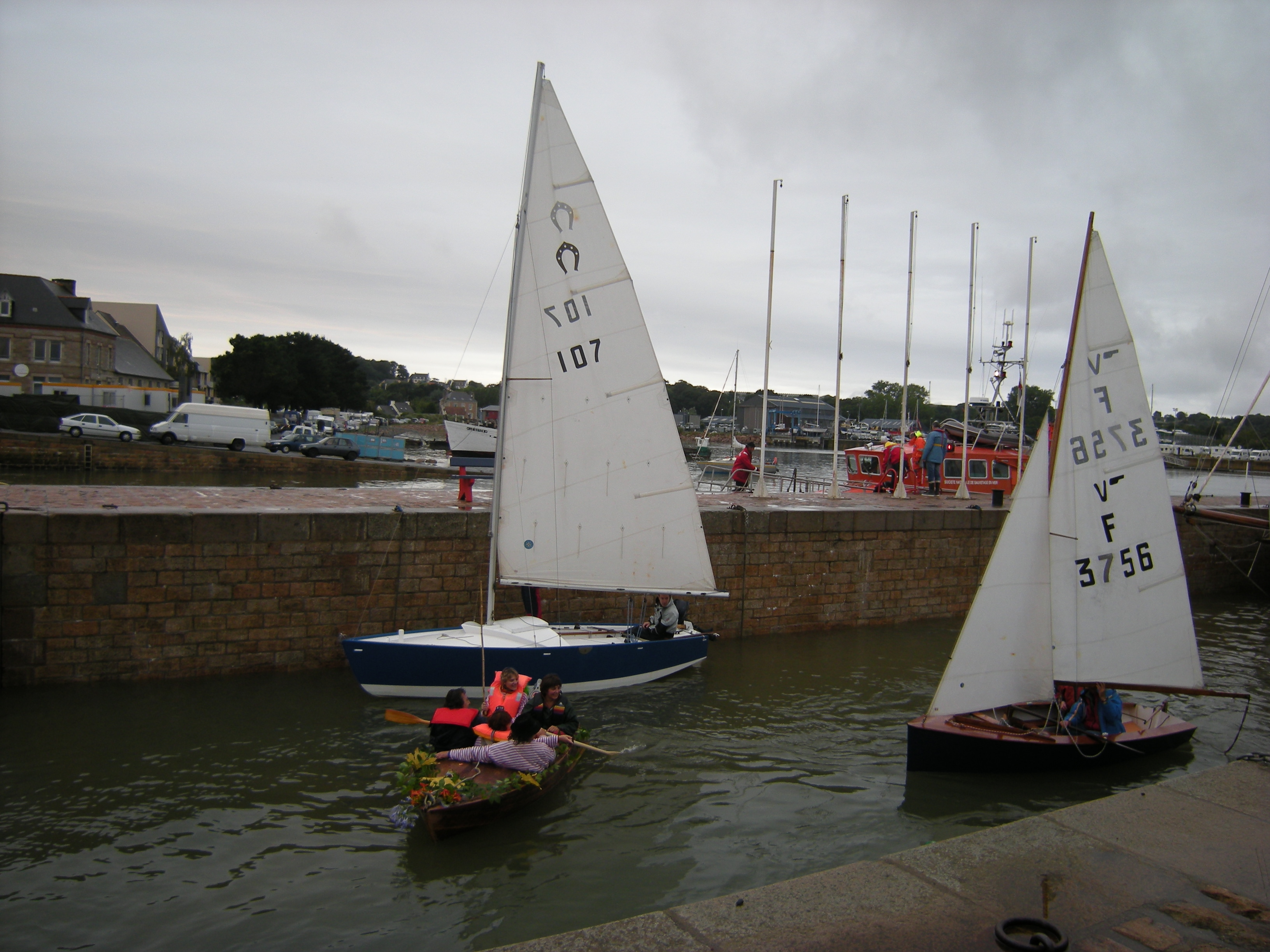
Cavale et Vaurien, deux des plans de Jean-Jacques Herbulot

### Renouveau de la série (années 2000)
Une nouvelle version du Vaurien sort en juin 2009, dotant le bateau d'un nouveau plan de voilure avec une grand-voile à corne offrant 3,8 m2 de plus au portant (+ 24 %), permettant un allègement du bateau à 73 kg coque nue, ainsi que la modification du safran, qui peut être maintenant vertical, et de quelques éléments d'accastillage.
Ces principales évolutions ont donné un dériveur plus fun, permettant de retrouver une pratique de régate de très bon niveau. Avec cette augmentation des performances du bateau, le poids idéal de l'équipage en régate est passé de 110 kg à 130 kg.
Depuis quelques années, le championnat du monde fait l'objet d'un regain d'intérêt, avec 60 bateaux en moyenne, notamment en raison du dynamisme technologique actuel et de la participation de jeunes équipages.
En France, l'activité se partage entre régates sportives et rassemblements historiques ou amicaux centrés principalement sur la Bretagne. Le National est l'événement majeur de la saison avec 20 participants en moyenne dans les catégories « Jauge 2009 » (rating « VAU ») et « Classiques et traditions» (rating « VAUC »).

## Championnats du Monde
| Année | Pays organisateur  | Ville organisatrice    | Or                                           | Argent                                       | Bronze                                            | Nombre d'équipages | Sources    |  |
| ----- | ------------------ | ---------------------- | -------------------------------------------- | -------------------------------------------- | ------------------------------------------------- | ------------------ | ---------- |  |
| 1960  | Suisse             | Morges                 | Fabre                                        | Voisin                                       | Neeser                                            |                    | [ Note 1 ] |  |
| 1961  | Belgique           | Ostende                | Maes De Baen                                 | Gubel Gubel                                  | Pierre Fehlmann Claude Fehlmann                   |                    | [ Note 1 ] |  |
| 1962  | France             | Royan                  | Pierre Fehlmann Claude Fehlmann              | Gubel Gubel                                  | Voisin Hug                                        |                    | [ Note 1 ] |  |
| 1963  | Pays-Bas           | Alkmaar                | Maes T chartorysky                           | Henry Henry                                  | Voisin Tharin                                     |                    | [ Note 1 ] |  |
| 1964  | Espagne            | Palamós                | Quevarec Quevarec                            | Voisin Hug                                   | Neeser Neeser                                     |                    | [ Note 1 ] |  |
| 1965  | France             | Carnac                 | Quevarec Quevarec                            | Conan Cloarec                                | Van Noort Delange                                 |                    | [ Note 1 ] |  |
| 1966  | Italie             | Orbetello              | Gavazzi Gavazzi                              | Wizzard Mounoud                              | Kessler Ischer                                    |                    |            |  |
| 1967  | Allemagne          | Radolfzell             | Behrens Behrens                              | Thierry                                      | C.J. In't Veld                                    | 47                 |            |  |
| 1968  | Espagne            | Vilassar de Mar        | Quevarec Quevarec                            | Deboudé Heky                                 | Saint-Blancat Boisard                             |                    |            |  |
| 1969  | Suisse             | Neuchâtel              | Quevarec Quevarec                            | Rob Meyer                                    | F. Gavazzi                                        |                    |            |  |
| 1970  | Pays-Bas           | Medemblik              | Rob Meijer Tony Van Oeveren                  | Peter Tans Harm Prop                         | Bob Huisenaar Marijke In't Veld                   |                    |            |  |
| 1971  | Belgique           | Ostende                | Peter Tans Harm Prop                         | Ronan le Bihan Marg. Paulet                  | Lauret Lauret                                     |                    |            |  |
| 1972  | France             | Brest                  | Jean-Yves Quemeneur Jeanine Quemeneur        | Lauret Lauret                                | Phillipes Bessec G. Routier                       | 62                 |            |  |
| 1973  | Portugal           | Lourenço Marques       | Phillipes Bessec G. Routier                  | Dominique le Bihan Michel Jacq               | Ronan le Bihan Marg. Paulet                       | 51                 |            |  |
| 1974  | Espagne            | Premià de Mar          | A.T. Abascal L. Lopez-Alonso                 | Ronan le Bihan M. le Bihan                   | A. Menard Babin                                   | 58                 |            |  |
| 1975  | Italie             | Livourne               | Chris Frijdal Erik Versloot                  | Lorenz Müller Thomas Schweizer               | Rien Segaar Frouk Segaar Hulsman                  |                    |            |  |
| 1976  | Monaco             | Monaco                 | Pedro Campos Juan Santana                    | Rien Segaar Frouk Segaar Hulsman             | Erik Bieze Jellie van der Steeg                   | 60                 |            |  |
| 1977  | Allemagne          | Kiel                   | Willy Van Bladel Cees Van Bladel             | Chris Frijdal Erik Bieze                     | Rob Sepers Ron Sepers                             | 64                 |            |  |
| 1978  | Maroc              | Casablanca             | Andrade Andrade                              | Sammartin Lago                               | Porro Porro                                       |                    |            |  |
| 1979  | Espagne            | Saint-Sébastien        | Andrade Andrade                              | Campos Dominguez                             | Rien Segaar Frouk Segaar Hulsman                  |                    |            |  |
| 1980  | Portugal           | Póvoa de Varzim        | A. Roquette F. Campos                        | G. Alonso Patrick de Haz                     | J.Y. Drogou H. Drogou                             |                    |            |  |
| 1981  | Pays-Bas           | Medemblik              | Martin Fuchs Robert Montau                   | Hans Duetz Margreet Duetz                    | Rob Sepers Ron Sepers                             |                    |            |  |
| 1982  | Italie             | Capodimonte            | Hans Duetz Margreet Duetz                    | Carlos Martinez Guillermo Beltri             | Johan Pragt Mirjam Pragt                          |                    |            |  |
| 1983  | France             | Brest                  | Van Ek Visser                                | Schurmans Duetz                              | Tudela Tudela                                     |                    |            |  |
| 1984  | Espagne            | Hospitalet del Infante | Johan Pragt Mirjam Pragt                     | Van der Steeg Van der Steeg                  | Van Ek Baerveldt                                  |                    |            |  |
| 1985  | Italie             | Vada                   | Schurmans Abma                               | Gavazzi Gavazzi                              | Scafati Scafati                                   |                    |            |  |
| 1986  | Suisse             | Vingelz                | Van der Meulen Visser                        | Schurmans Abma                               | Tudela Gourez                                     |                    |            |  |
| 1987  | Pays-Bas           | Medemblik              | Reindert Visser                              | Sipke Schurmans                              | Ron Sepers Sepers                                 |                    |            |  |
| 1988  | Portugal           | Viana                  | Schurmans Abma                               | Ron Sepers Sepers                            | Angelo Gutierrez Antonio Plaza                    |                    |            |  |
| 1989  | Allemagne          | Überlingen             | Marco Faccenda Marco Cerri                   | Ugo Alvazzi Luca Merlini                     | J. Lemaire C. Hastrais                            |                    |            |  |
| 1990  | Italie             | Nettuno                | Marco Faccenda Marco Cerri                   | Guillermo Beltrí José A. Beltrí              | de Liefde de Liefde                               |                    |            |  |
| 1991  | Espagne            | Laredo                 | Marco Faccenda Marco Cerri                   | Bodegom de Liefde                            | Marino Infante                                    |                    |            |  |
| 1992  | France             | Piriac-sur-Mer         | Marco Faccenda Giovanni Ruberti              | Klaus Diem S. Hafner                         | Frans Hin Janneke Hin                             |                    |            |  |
| 1993  | Italie             | Gravedona              | Javier Coello-Nunez Francisco Martinez-Marti | Mikel Vazquez Juigo Hierro                   | Giorgio Marchetilli Corrado Tartarini             |                    |            |  |
| 1994  | République tchèque | Lipno                  | Klaus Diem Mark Kalkowski                    | Angelo Gutierrez Antonio Plaza               | Francesco Zampacavallo Gian Luca Filippone        |                    |            |  |
| 1995  | Portugal           | Setúbal                | Javier Coello-Nunez Rocio Coello-Nunez       | Marco Faccenda Giovanni Ruberti              | Francesco Zampacavallo Gian Luca Filippone        |                    |            |  |
| 1996  | Pays-Bas           | Hoorn                  | Javier Coello-Nunez Rocio Coello-Nunez       | Francesco Zampacavallo Gian Luca Filippone   | Giovanni Ruberti Francesco Salghetti              |                    |            |  |
| 1997  | Espagne            | Los Nietos             | J. Valverde J. Valverde                      | Javier Coello Nunez Rocio Coello Nunez       | Francisco Serrano Rosa Foruria Delmas             |                    |            |  |
| 1998  | Allemagne          | Radolfzell             | Marco Faccenda Marco Cerri                   | Leonardo Neri Fabrizio Richard               | Francesco Zampacavallo Gian Luca Filippone        |                    |            |  |
| 1999  | Portugal           | Vilamoura              | Francisco Serrano Rosa Foruria-Delmas        | Juan Barrionuevo Rocio Coello                | Jesus Barrionuevo Ambrosio Pedreno                |                    |            |  |
| 2000  | France             | Loctudy                | Francisco Serrano Rosa Foruria-Delmas        | Giovanni Ruberti Anne Sophie Vanhollebeke    | Jesus Barrionuevo Ambrosio Pedreno                | 98                 |            |  |
| 2001  | Italie             | Follonica              | Alberto Albaladejo Jose Albaladejo           | Francisco Serrano Rosa Foruria Delmas        | Eliseo Belzunce Jaione Ayastuy                    | 90                 |            |  |
| 2002  | Portugal           | Póvoa de Varzim        | Eliseo Belzunce M. Alvarez                   | Javier Porto Alberto Martin                  | A. Martinez A. Rodriguez                          | 71                 |            |  |
| 2003  | Pays-Bas           | Stavoren               | Jesus Amaliach Miguel Amaliach               | Jesus Barrionuevo Jose Soto                  | Francisco Serrano Rosa Foruria Delmas             | 80                 |            |  |
| 2004  | Uruguay            | Punta del Este         | Javier Porto Alberto Martin                  | Pablo Cabello Pablo Iglesias                 | Pablo Defazio Alberto Balpar                      | 43                 |            |  |
| 2005  | Espagne            | Sanxenxo               | Javier Porto Alberto Martin                  | Francisco Serrano Carlos Armengot            | Marco Faccenda Francesco Granchi                  | 49                 |            |  |
| 2006  | Italie             | Vada                   | Javier Porto Alberto Martin                  | Francisco Serrano Rosa Foruria Delmas        | Ignacio Campos Liminana Asunción                  | 76                 |            |  |
| 2007  | Espagne            | Laredo                 | Francisco Serrano Rosa Foruria-Delmas        | Javier Porto Alberto Martin                  | Marco Faccenda Francesco Granchi                  | 58                 |            |  |
| 2008  | Portugal           | Matosinhos             | Marco Faccenda Giovanni Galassini            | Francesco Granchi Marco Melfa                | Pablo Cabello Javier Lago                         | 49                 |            |  |
| 2009  | Tunisie            | Bizerte                | Marco Faccenda Giovanni Galassini            | Olmo Cerri Edoardo Meini                     | Jaime Leiros Alfonso Leiros                       | 29                 |            |  |
| 2010  | Slovaquie          | Liptovský Mikuláš      | Olmo Cerri Edoardo Meini                     | Miroslav Baran Maroš Baran                   | Francesco Granchi Marco Melfa                     | 58                 | [ 11 ]     |  |
| 2011  | Allemagne          | Dümmersee              | Miroslav Baran Maroš Baran                   | Jaime Leiros Alfonso Leiros                  | Olmo Cerri Edoardo Meini                          | 66                 |            |  |
| 2012  | France             | Douarnenez             | Jaime Leiros Alfonso Leiros                  | Roelof Kuipers Jelmer Kuipers                | Francisco Serrano Rosa Foruria Delmas             | 69                 | [ 12 ]     |  |
| 2013  | Espagne            | Sanxenxo               | Francesco Zampacavallo Carlos Armengot       | Miroslav Baran Maroš Baran                   | Jaime Leiros Alfonso Leiros                       | 60                 |            |  |
| 2014  | Italie             | Marina di Grosseto     | Ettore Botticini Lorenzo Gennari             | Marco Faccenda Niccolò Bertola               | Roelof Kuipers Jelmer Kuipers                     | 79                 | [ 13 ]     |  |
| 2015  | Pays-Bas           | Sneek                  | Niccolò Bertola Jacopo Izzo                  | Roelof Kuipers Jelmer Kuipers                | Antonio Pérez Castro Gonzalo Martínez Rodríguez   | 79                 | [ 14 ]     |  |
| 2016  | Portugal           | Viana do Castelo       | Michiel Sickler Kristy de Leeuw              | Antonio Pérez Castro Santiago Moreno         | Roelof Kuipers Jelmer Kuipers                     | 87                 | [ 15 ]     |  |
| 2017  | Pologne            | Gudowo                 | Pablo Cabello Javier Lago                    | Olmo Cerri Elisa Gesess                      | Marco Faccenda Alessio Francia                    | 63                 | [ 16 ]     |  |
| 2018  | Allemagne          | Travemünde             | Francesco Zampacavallo Carlos Armengot       | Antonio Pérez Castro Lucia Llopiz            | Tirso Cerqueira Atarés Gonzalo Martínez Rodríguez | 63                 | [ 17 ]     |  |
| 2019  | Italie             | Colico                 | Niccolo Bertola Mattia Carmelo Saggio        | Francesco Graziani Alessandro Golinelli      | Pablo Cabello Mario Perez                         | 78                 | [ 18 ]     |  |
| 2022  | Espagne            | Vigo                   | Marco Faccenda Marcello Miliardi             | Francesco Zampacavallo Carlos Armengot       | Pablo Cabello David Fernandes Bouza               | 85                 | [ 19 ]     |  |
| 2023  | France             | Le Havre               | Francesco Zampacavallo Carlos Armengot       | Antonio Pérez Castro Paloma Gonzalez Esteban | Brieuc Drogou Daan Stoel                          | 56                 | [ 20 ]     |  |
| 2024  | Slovaquie          | Liptovská Mara         | Francesco Graziani Marta Delli               | Thibault Vandrot Nadia El Ghozi              | Pablo Cabello Isabel Cabello                      | 54                 | [ 21 ]     |  |

### Champions du Monde Vaurien (par pays)
Classement des victoires par pays en 2022 :
| Classement | Pays      | Nombre de victoires |
| ---------- | --------- | ------------------- |
| 1          | Espagne   | 20                  |
| 2          | Italie    | 16                  |
| 3          | Pays-Bas  | 12                  |
| 4          | France    | 7                   |
| 5          | Allemagne | 3                   |
| 6          | Suisse    | 2                   |
| 7          | Belgique  | 2                   |
| 8          | Portugal  | 1                   |
| 9          | Autriche  | 1                   |
| 10         | Slovaquie | 1                   |
| 11         | Suisse    | 1                   |